# 金格羅伊
金格羅伊（英語：Kingaroy）是位於澳大利亞昆士蘭州的一座農業城鎮。距離府城布里斯本有209公里之遙；自布里斯本往西北方向駕車至金格羅伊，約需2.5個小時。根據2006年澳大利亞統計局普查，金格羅伊有人口7,620 ；相對於2001年的普查結果為7,147人，人口數有明顯成長。
金格羅伊以盛產花生而聞名。由於全國最大的花生加工廠設於本地，所以被評為澳大利亞的「花生之都」。

## 外部連結
- 金格羅伊郡政府 官方網站
- 金格羅伊花生節
- 金格羅伊的美酒與美食
- KCCI - 金格羅伊工商協會官方網站
- SBcare （页面存档备份，存于） - HACC與NRCP服務網站